# Харпалик
Харпалик је у грчкој митологији било име више личности.

## Етимологија
Име Харпалик има значење „прождрљиви вук“.

## Митологија
- Према Хигину, Харпалик је био краљ Амимнеја у Тракији. Имао је кћерку Харпалику, коју је одгајио након смрти своје супруге, њене мајке. Отхранио ју је млеком крава и кобила, а касније ју је обучавао са намером да наследи његов престо. Девојка није изневерила наде свог оца, показавши да је постала добар ратник и способна да га заштити. Када се Неоптелем враћао из Троје, напао је Харпалика и озбиљно га ранио; његова кћерка је успела да га спасе и натера непријатеља у бесктво. Ипак, Харпалик је страдао приликом побуне свог народа.[2]
- Харпалик је поменут и као један од Ликаонида.[3]
- Према Теокриту, био је Хермесов син, који је Херакла учио рвању.[4] Био је из Фаноте и описан је као намргођен лик који је самим својим изгледом уливао страхопоштовање.[5]
- Хигин га је убрајао у Актеонове псе.[6]